# Владислав Шафер
Владислав Шафер (пол. Władysław Szafer; (23 липня 1886, Сосновець — 16 листопада 1970, Краків) — польський ботанік, професор Ягеллонського університету (у 1936—1938 роках його ректор).

## Життєпис
Народився в містечку Сосновець, що в Польщі, навчався у Віденському, а потім у Львівському університетах, був учнем відомого польського ботаніка і піонера охорони природи М. Рациборського. З 1912 р. В. Шафер — професор Лісового коледжу у Львові, професор Яґеллонського університету, в 1936—1937 рр. — його ректор і одночасно директор Краківського ботсаду. У 1952 р. стає членом Польської Академії наук, з 1957 по 1965 рік — її віцепрезидент. Під його керівництвом надруковано багатотомне видання «Флора Польщі».
З 1919 по 1938 рр. Владислав Шафер керував державною радою з охорони природи Польщі, був заступником міністра з охорони природи польського міністерства освіти і віросповідання. Він — ініціатор і редактор журналу «Ochrona Przyrody» (1920—1965 рр.), «Охороняємо природу Вітчизни» (з 1945), збірника «Скарби природи і їх охорона» (1932), двотомника «Ochrona przyrody i jej zasobōw» (1965). У 1949 р. завдяки зусиллям вченого в Польщі прийнято закон про охорону природи.
В. Шафер був не тільки теоретиком, але і великим практиком охорони природи. Примітно, що почав займатися практичною природоохороною він саме в Західній Україні. У 1908—1910 рр. В. Шафер піднімає питання про охорону природи в Медоборах. У 1912 р. публікує одну з перших праць про «Пам'ятку Пеняцьку» — приватний резерват графа В. Дідушицького на Львівщині, в ці ж роки пропагує ідеї природоохорони у Львівському лісовому інституті. У 1913 і 1914 рр. готує проєкти резерватів в Ґоpґанах, на Чорногорі і в Княждворі, але перша світова війна перешкодила їх здійсненню. Свою ідею В. Шафер втілив у життя лише в 20-х роках. У 1909 р. на 25-му з'їзді Галицького лісового товариства В. Шафер піднімає питання про охорону лісових об'єктів у Галичині, а в 1913 р. на з'їзді цього ж товариства — про необхідність розробки закону по охорону лісових пам'яток.
При його активній участі в 30-х роках у Західній Україні створено резервати в Шутромінцях (Тернопільска обл.), на Черемоші, Чорногірський нацпарк. Немало зробив вчений для пропаганди ідей охорони природи серед галицької молоді, школярів, вчителів, духовенства, турістов, мисливців, лісників, виступаючи з лекціями і в пресі.
Після другої світової війни В. Шафер знову починає активно займатися природоохороною. Він очолює комітет з охорони природи Польської Академії наук, організовує в Кракові Інститут охорони природи ПАН. Під його керівництвом видається підручник з охорони природи (1957, 1965 рр.). Вчений був одним з ініціаторов організації МСОП, його обрано почесним членом. В. Шафер — автор понад 450 праць щодо охорони природи.
У 50-х роках, бажаючи зберегти первісні природні куточки в Українських Карпатах, він передає львівському біологу професору К. А. Малиновському матеріали щодо створених там в 20-30-х роках польськими властями резерватів. Завдяки цьому частину їх було заповідано.
Владислав Шафер запам'ятався як принциповий, незламний борець за охорону природи. Будучи в 20-30-х роках головою Держради з охорони природи Польщі, він двічі — в 1935 і 1938 рр. виходив у відставку, протестуючи таким чином проти будівництва туристичних об'єктів у заповідних куточках Татр.
Помер В. Шафер 16 листопада 1970 р. у Кракові.

## Публікації
- Szafer W. Pamiatka pieniacka // Sylwan. — 1912. — № 30. — S. 361—366.
- Szafer W. Cizy w Kniazdworze pod Kolomyia jako godny ochrony zabytek przyrody Lesnej // Sylwan. — 1913. — № 31. — S. 447—452.
- Szafer W. O niektorych rzadszych roslinach nizu galicyjskiego // Sprawozdanie komisij Fiziograficznej PAN. — 1913. — Т. 47. — S. 41-51.
- Szafer W. Osobliwosci i zabytki flory okolic Lwowa // Rozprawy i Wiadomosci z Myzeum im Dzieduszyckich. — 1914. — Т. 1. — S. 10-17.
- Szafer W. Uwagi o florze stepowej okolic Buska // Pamistnik Fisiografichzny. — 1918. — Т. 25. — № 4. — S. 1-10.
- Szafer W. Grozba zniczenia resztek stepow na Podoly // Ochrona przyrody. — 1929. — № 9. — S. 154.
- Szafer W. Niszczenie Limb w Gorganach // Ochrona przyrody. — 1930. — № 10. — S. 270.
- Szafer W. Zagrozenie zniczczeniem Panienskich skal pod Krzemiencem // Ochrona przyrody. — 1930. — № 10. — S. 269.
- Szafer W. Projekt rezervatu w Szutromincach na Podolu // Ochrona przyrody. — 1930. — № 10. — S. 258.
- Szafer W. Projekt utworzenia reserwatu dla fauny karpackiej nad gornym Szeremoszem // Ochrona przyrody. — 1932. — № 12. — S. 165—166.
- Szafer W. Niczeczenie kosodrzewiny w Karpatach Wschodnich // Ochrona przyrody. — 1932. — № 12. — S. 182.
- Szafer W. Wobronie kosodrzewiny // Las Polski. — 1932. — № 10.
- Szafer W. Ochrona przyrody na Polesiei // Postepy prac przy meljoracji Polesia (1931—1932). — 1933. — № В.
- Szafer W. Las i step na zachodnim Podolu // Rozprawy Wydzialy Matematyczno-Przyrodniczego PAN. — 1935. — Т. 71, № В-2. — 124 s.
- Szafer W. Rezerwaty Lesny w Szutromincach na Podolu // Ochrona Przyrody. — 1936. — № 16. — S. 10-22.
- Szafer W. Zarys historii ochrony przyrody w Polsce // Ocrona przyrody i jej zasobow. — 1965. — Т. I. — S. 53-105.
- 1914. Czosnek wołyński w Gołogórach. Warszawa: Societas Scientiarum Varsoviensis.
- 1915. Anatomische Studien über Javanische Pilzgallen. Cracovie: Akad. Umiejętności.
- 1924. Rośliny polskie. Lwów; Warszawa: Ksiażnica-Atlas.
- 1925. U progu sahary: wrażenia z wycieczki do Tunisu odbytej na wiosnę 1924-go roku. Cieszyn: Nakładem Księgarni «Kresy».
- 1928. Objasnienie geobotanicznej mapy Sokalszczyzny oraz zapiski florystyczne z tego obszaru.
- 1928. Das Hochmoor «Na Czerwonen» bei Nowy Targ.
- 1928. Guide for the excursion to the valley of the river Pradnik.
- 1928. Die Diluvialflora in Ludników bei Kraków.
- 1929. Element górski we florze nizu polskiego = The mountain element in the flora of the Polish plain.
- 1929. Parki narodowew Polsce = National parks in Poland.
- 1932. The beech and the beechforets in Poland. Bern.
- 1933. Flora plejstoceńska w Jarosławiu. Kraków.
- 1935. Flora polska. Kraków: Polska Akademja Umiejętności.
- 1935. Dwuliscienne wolnoplatkowe.
- 1935. Pleistocenskie jezioro pod Jaslem.
- 1935. Las i step na zachodniem Podolu = The forest and the steppe in West Podolia.
- 1935. The significance of isopollen lines for the investigation of the geographical distribution of trees in the post-glacial period.
- 1938. Eine pliozäne Flora in Krościenko am Dunajec.
- 1947. Flora pliocenska z Kroscienka N/Dunajcem.
- 1948. Chromosome pairing and fertility in a new synthetic Triticum spelta.
- 1953. Rosliny Polskie.
- 1954. Czwartorzęd w nowym ujęciu.
- 1957. The Genus Sphaerotheca Kirchheimer in the Lower Pliocene of the Carpatian Mountains.
- 1958. Chronione w Polsce gatunki roślin.
- 1959. Szata roslinna Polski.
- 1959. 'Swietokrzyski Park Narodowy.
- 1961. Miocenska flora ze Starych Gliwic na Slasku = Miocenovaja flora iz Starych Glivic v Verchnej Silezii = Miocene flora from Stare Gliwice in Upper Silesia.
- 1962. Tatrzański Park Narodowy / praca zbiorowa pod.
- 1962. Tatrzański Park Narodowy.
- 1964. The decline of tertiary plants before the maximal glaciation of the West Carpathians.
- 1964. Zarys historii botaniki w Krakowie na tle szesciu wieków Uniwersytetu Jagiellonskiego.
- 1964. Ogólna geografia roslin.
- 1965. Ochrona przyrody i jej zasobów.
- 1966. The vegetation of Poland.
- 1966. La Société botanique de Pologne dédie ce volume à son membre d'honneur le Professeur docteur.
- 1966. Dziesięć tysięy lat historii lasu w Tatrach.
- 1969. Kwiaty i zwierzęta: zarys ekologii kwiatów.
- 1972. Szata roslinna Polski.
- 1973. Protection of man's natural environment.
- 1975. General plant geography. Warszawa.

### Ресурси Інтернету
- DNB, Katalog der Deutschen Nationalbibliothek: Władysław Szafer [Архівовано 12 грудня 2013 у Wayback Machine.]
- Virtual International Authority File: Władysław Szafer [Архівовано 18 лютого 2014 у Wayback Machine.]
- Uniwersytet Marii Curie — Skłodowskiej: Doktorzy honorowi